# Mateus 14

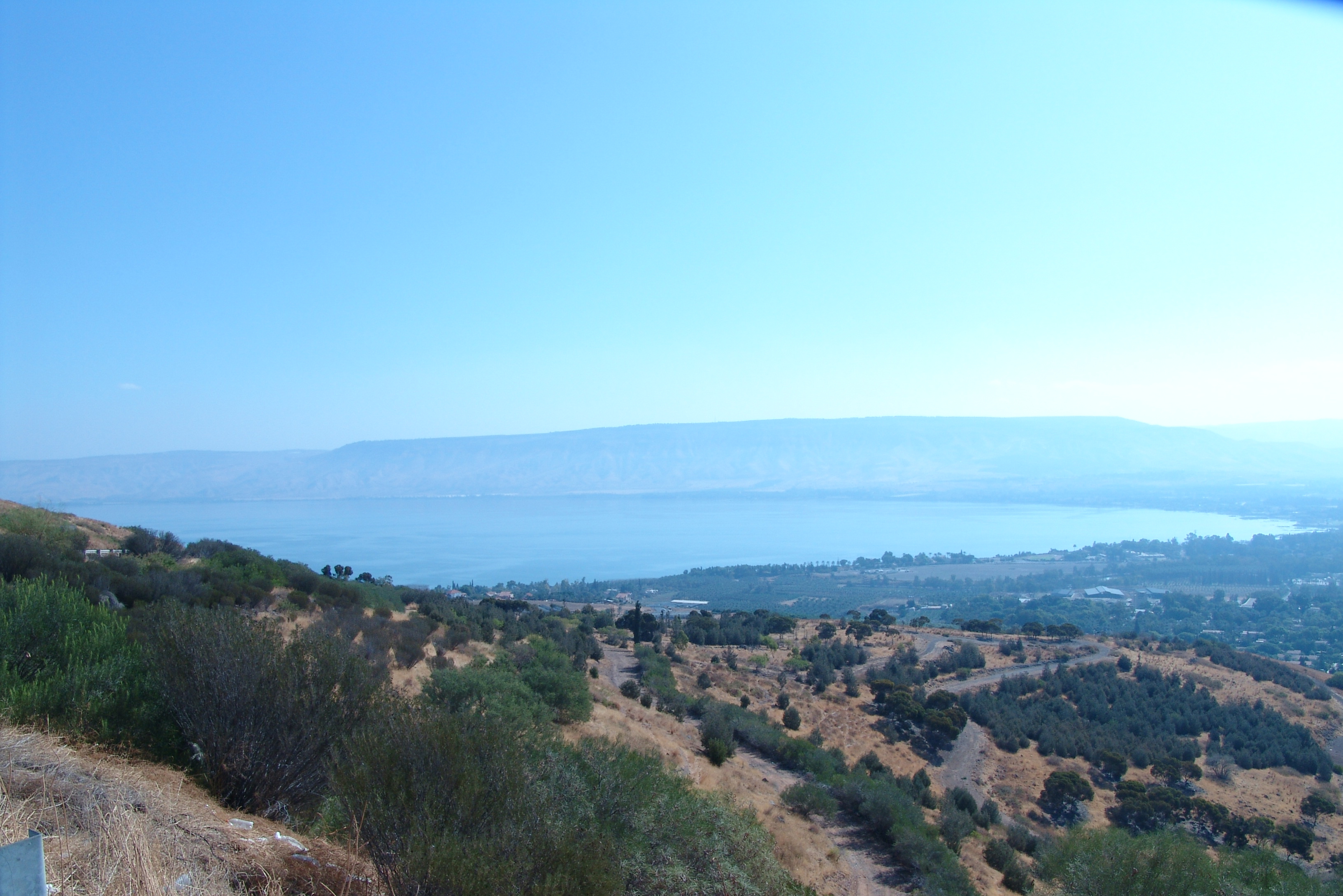
Genesaré e o Mar da Galileia, locais onde ocorreram muitos dos eventos do Ministério de Jesus como os relatados em Mateus 14.

Mateus 14 é o décimo-quarto capítulo do Evangelho de Mateus no Novo Testamento da Bíblia e continua a narrativa dos eventos do ministério de Jesus na Galileia. 

## Morte de João Batista
Mateus começa este capítulo contando a história da morte de João Batista (Mateus 14:1–12), um evento que aparece ainda em Marcos 6 (Marcos 6:14–29) e Lucas 9 (Lucas 9:7–9). Com bastantes detalhes, Mateus conta que o tetrarca Herodes soube da fama de Jesus e havia mandado prender João, principalmente por causa de Herodias, a esposa de seu irmão, Filipe. João havia criticado o casal dizendo que o casamento não era lícito, mas Herodes temia matá-lo por que o povo o tinha como profeta. Porém, no seu aniversário, a filha de Herodias, tradicionalmente chamada de Salomé (ela não é nomeada em Mateus), dançou para Herodes e conseguiu dele um desejo. E ela pediu-lhe a cabeça de João num prato. «O rei, embora entristecido, contudo por causa dos seus juramentos e também dos convivas mandou dar-lha, e ordenou que degolassem a João no cárcere. Foi trazida a sua cabeça num prato, e dada à moça; e ela a levou à sua mãe.» (Mateus 14:9–11)
Conta Mateus que, depois de sepultarem seu mestre, seus discípulos foram contar o ocorrido a Jesus.

## Multiplicação dos pães e peixes

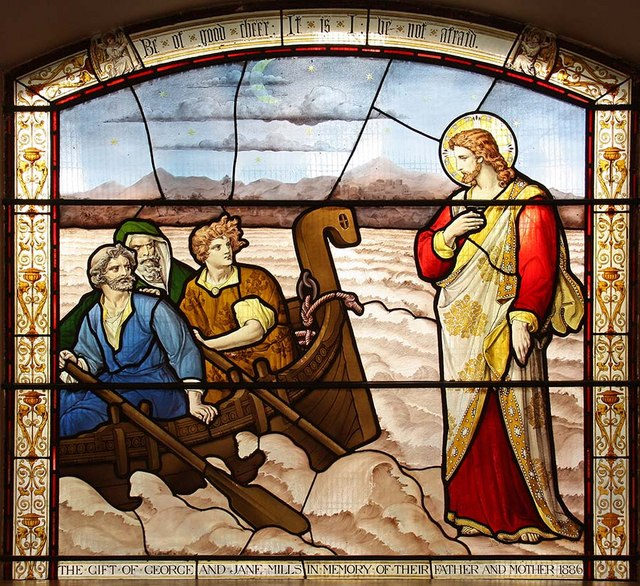
Jesus andando sobre as águas, um dos milagres em Mateus 14.
Vitral na igreja de St Botolph without Aldersgate, em Londres.

Este é um dos poucos milagres de Jesus que aparece nos quatro evangelhos canônicos: Mateus 14:13–21, Marcos 6 (Marcos 6:31–44), Lucas 9 (Lucas 9:10–17) e João 6 (João 6:5–15).
De acordo com os evangelhos, quando Jesus ouviu que João Batista havia sido morto, ele recuou solitariamente para um local em Betsaida. A multidão seguiu Jesus a pé a partir das cidades da região. Quando Jesus desembarcou e viu a grande quantidade de gente presente, ele se compadeceu deles e curou seus doentes. Conforme a noite se aproximou, os discípulos chegaram até ele e disseram: "Este lugar é deserto e a hora é já passada; despede, pois, as multidões, para que, indo às aldeias, comprem alguma coisa para comer.". Jesus respondeu: "Não precisam ir; dai-lhes vós de comer.". Os discípulos retrucaram: Não temos aqui senão cinco pães e dois peixes" e Jesus pediu-lhes que lhos trouxessem. Ele então ordenou ao povo que se sentasse na grama. Tomando os cinco pães e dois peixes e olhando para o céu, ele agradeceu e partiu os pães. Então ele os deu para os discípulos e eles os deram para o povo. Todos puderam comer e se satisfizeram, sobrando ainda aos discípulos doze cestos com pedaços de pão. O número dos que comeram era cinco mil homens, além das mulheres e crianças.

## Andando sobre as águas
Além de Mateus 14:22–33, este milagre de Jesus aparece ainda em Marcos 6 (Marcos 6:45–52) e João 6 (João 6:16–21). A história conta como, logo após alimentar os 5 000, Jesus enviou os discípulos por barco até a outra margem do Mar da Galileia e ficou para trás, sozinho, para rezar. A noite caiu, o vento começou a ficar mais forte e o barco acabou pego por uma tempestade. No meio dela, no escuro, os discípulos viram Jesus andando no mar. Eles ficaram aterrorizados, acreditando estarem vendo um espírito, mas Jesus pediu-lhes que não tivessem medo, o que os reconfortou. Ele então acalmou a tempestade e entrou no barco, que seguiu para a costa. De acordo com alguns detalhes encontrados apenas no Evangelho de Mateus, Pedro pulou na água para ir ao encontro de Jesus, perdeu o controle ("Por que duvidaste, homem de pouca fé?") e começou a afundar, sendo então salvo por Jesus.
| “ | «Os que estavam na barca, adoraram-no, dizendo: Verdadeiramente és Filho de Deus.» (Mateus 14:33) | ” |

## Genesaré
Depois de atravessar para a outra margem do Mar da Galileia, Jesus e os discípulos desembarcaram em Genesaré. Vários foram curados depois de tocarem na fímbria capa de Jesus. Além de Mateus 14:34–36, este evento foi narrado também em Marcos 6 (Marcos 6:53–56).

## Manuscritos
- Bodmer XIX — versículos 14:28:36 (até Mateus 28:20)
- Papiro 103 - contém os versículos 3 a 5.